# Funu Hotu
Funu Hotu (tetum für „Ende des Krieges“) ist eine osttimoresische Aldeia. Sie liegt im Westen des Sucos Culu Hun (Verwaltungsamt Cristo Rei, Gemeinde Dili). In Funu Hotu leben 918 Menschen (2015).
Jenseits der Avenida de Becora grenzt Funu Hotu im Norden an die Aldeia Toko Baru II. Östlich der Rua do Enfermeiro Matias Duarte liegt die Aldeia Loe Laco und südlich befindet sich die Aldeia Nato. Westlich des Flussbetts des Mota Bidaus liegt der Suco Bemori.